# Ram Baran Yadav

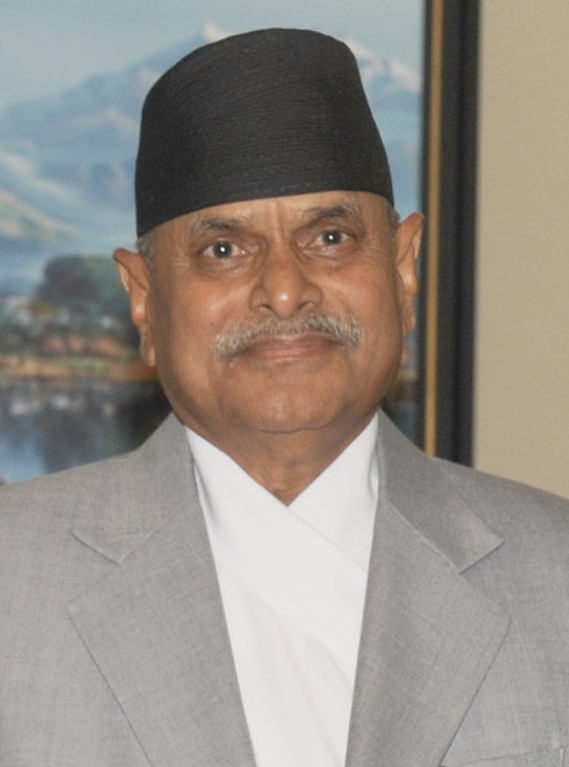
Ram Baran Yadav, 2014

Ram Baran Yadav (Nepali रामवरण यादव Rāmvaraṇ Yādav; * 4. Februar 1948 in Sapahi, Distrikt Dhanusha) ist ein nepalesischer Politiker. Er wurde am 21. Juli 2008 von der Verfassungsgebenden Versammlung Nepals zum ersten Präsidenten der Republik Nepal gewählt. Seine Vereidigung fand zwei Tage später  statt. Im Oktober 2015 wurde Bidhya Devi Bhandari seine Nachfolgerin im Amt.

## Biografie
Ram Baran Yadav wurde als Angehöriger der Madhesi im Dorf Sapahi im südnepalesischen Distrikt Dhanusha nahe der indischen Grenze geboren. Er studierte Medizin im indischen Kolkata, promovierte in Chandigarh und praktizierte in Janakpur als Chirurg.
Seit den 1960er Jahren war Yadav politisch aktiv und setzte sich Ende der 1980er Jahre für die Wiedereinführung des Mehrparteiensystems in Nepal ein. Nach den ersten demokratischen Wahlen im Jahr 1991 wurde Yadav als Mitglied der regierenden Nepalesischen Kongresspartei Staatsminister für Gesundheit. Gefördert von dem Vorsitzenden der Kongresspartei, Girija Prasad Koirala, wurde Yadav 1999 zum Minister für Gesundheit ernannt.
Seit 2006 war Yadav als Generalsekretär der Kongresspartei tätig. Bei den Wahlen zur Verfassungsgebenden Versammlung im April 2008 wurde Yadav zum Abgeordneten von Dhanusha gewählt.

## Präsidentschaftswahl
Nach der Ausrufung der Republik Nepal am 28. Mai 2008 verzögerte sich die Wahl eines neuen Staatsoberhaupts. Die beiden größten Parteien, die Kongresspartei des ehemaligen Premierministers Koirala und die Maoisten, die als stärkste Partei aus den Wahlen zur Verfassungsgebenden Versammlung hervorgegangen waren, konnten sich nicht auf die Bildung einer gemeinsamen Regierung einigen. Als Koirala daraufhin seinen Rücktritt erklärte, gelang es den Parteien nicht, gemeinsame Kandidaten für die Staatsführung zu finden. Die Verfassungsgebende Versammlung beschloss daraufhin im Juli 2008, dass Staatspräsident und Premierminister durch einfache Mehrheit von der Versammlung gewählt werden.
Als Kandidat der Kongresspartei trat Yadav gegen von den Maoisten nominierten Antiroyalisten Ram Raja Prasad Singh und den kommunistischen Kandidaten Ramprit Paswan zur Präsidentschaftswahl am 19. Juli 2008 an. Im ersten Wahlgang verpasste Yadav die notwendige absolute Mehrheit der Stimmen nur knapp und gewann 13 Stimmen mehr als der favorisierte Singh.
Zum zweiten Wahlgang am 21. Juli sicherte sich die Kongresspartei die Unterstützung kleinerer demokratischer Parteien. Yadav gewann daraufhin die Stichwahl gegen Singh sicher mit 308 von 590 Stimmen.
Yadav wurde am 23. Juli 2008 zusammen mit seinem Stellvertreter Paramananda Jha im Präsidentenpalast vereidigt. Yadav nahm als Staatspräsident hauptsächlich repräsentative Funktionen wahr.